# Venizelou (stanice metra v Soluni)
Venizelou (řecky Βενιζέλου) je stanice metra v Soluni. Leží na lince 1 a budované lince 2 mezi stanicemi Dimokratias a Agias Sofias. Stanice se jmenuje podle přilehlé stejnojmenné ulice, která nese jméno řeckého státníka Eleftheria Venizelose. Společně s dalšími stanicemi linky 1 byla otevřena veřejnosti 30. listopadu 2024. Stavba začala už v roce 2006, ale výrazně ji zpozdily mimořádně cenné archeologické nálezy. Podrobnosti o interiéru stanice byly drženy v tajnosti až do jejího slavnostního otevření, které proběhlo den před zahájením provozu za účasti řeckého premiéra Kyriakose Mitsotakise a prezidentky Kateriny Sakellaropulosové.
Stanice Venizelou se vyskytuje v plánech metra z 80. let 20. století pod názvem „Alkazar“ (Αλκαζάρ). „Alkazar“ je místní označení Mešity Hamza Beye z 15. století, která stojí u jednoho z východů ze stanice.

## Popis stanice
Stanice Venizelou je podzemní a nachází se v centru Soluně při křižovatce ulic Egnatia a El Venizelou. Ve stanici je jedno ostrovní nástupiště a dvě koleje. Nástupiště je zabezpečeno automatickými posuvnými dveřmi. Stanice je bezbariérově přístupná. Stanice se rozkládá na pěti patrech, z nichž nejvyšší dvě zabírá archeologická expozice. Nižší patra jsou přístupná jak po eskalátorech, tak po schodech a pomocí výtahů.

## Archeologie
Mezi soluňským Novým nádražím a stanicí Sintrivani vede metro pod ulicí Egnatia (jedna z nejdůležitějších dopravních tepen centra města). Ulice Egnatia sleduje trasu staré římské silnice Via Egnatia, která spojovala Řím a Konstantinopol. Stanice Venizelou leží v tomto úseku a při stavbě se ukázalo, že patří mezi archeologicky nejbohatší lokality na trase. Při výkopových pracích se zde našla křižovatka, kde se křížily antické ulice decumanus a cardo. Úsek silnice z římské doby byl lemován sloupy, dlážděn mramorem a kdysi sloužil také jako byzantské tržiště. Na základě nálezů někteří odborníci Soluň přirovnávali k italským Pompejím. Nálezy byly tak významné, že zdržely celý projekt metra o několik let.
Nálezy vyvolaly spory mezi archeology, stavební firmou a vedením města ohledně nakládání s antickými památkami. Původní plán stavebníků počítal s přesunutím památek do městského muzea. Archeologové a zástupci místních úřadů v čele se starostou Yannisem Boutarisem byli pro zachování archeologické lokality na původním místě. Spory se dostaly až k řeckému nejvyššímu soudu, který rozhodl pro zachování. Stavební firma musela upravit návrh stanice, aby do ní zakomponovala antické památky. Tyto návrhy byly známy jako και αρχαία και μετρό (česky „jak památky, tak metro“). Výsledkem bylo výrazné prohloubení tunelů z původních 7–9 metrů do hloubky 14 až 31 metrů a začlenění nálezů přímo do stanice, tzv. in situ. Její vestibul se tak stal výstavním prostorem pro nalezené artefakty, prvním svého druhu na světě. Byzantská ulice s obchody, dílnami a dalšími městskými prvky je kompletně zachovaná přesně v takovém stavu, v jakém byla nalezena. Vestibul stanice je dlážděn mramorem z římské magistrály.
Přístup k antickým památkám je unikátní i v rámci Soluně. Ve stanici Agias Sofias, kde se rovněž našla část římské cesty a dokonce i veřejné náměstí, byly tyto pozůstatky rozebrány, přesunuty jinam a ve stanici byla následně zřízena výstava.
Celkem archeologické práce (na celé lince) vyšly na více než 130 milionů eur.

## Galerie

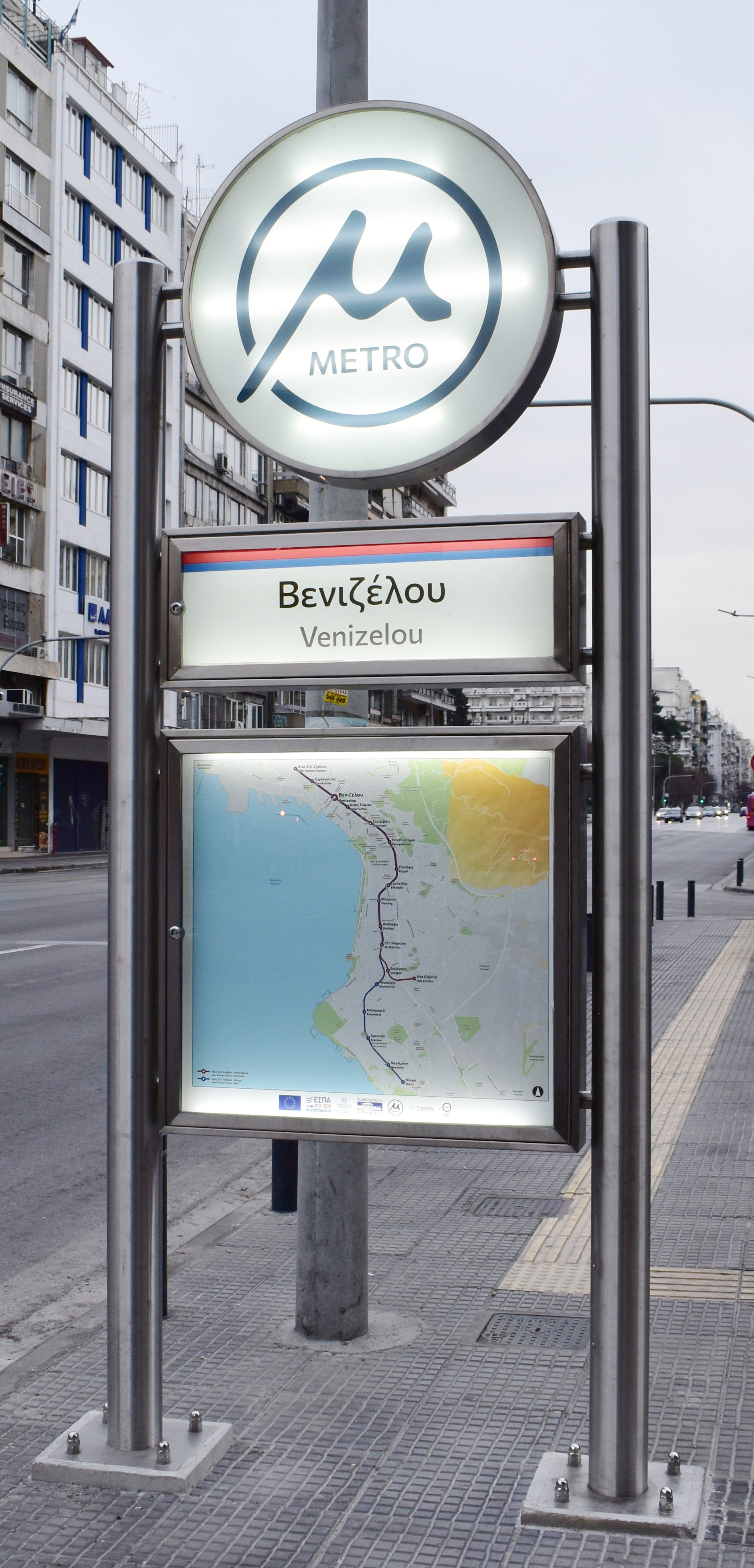
Informační tabule na ulici
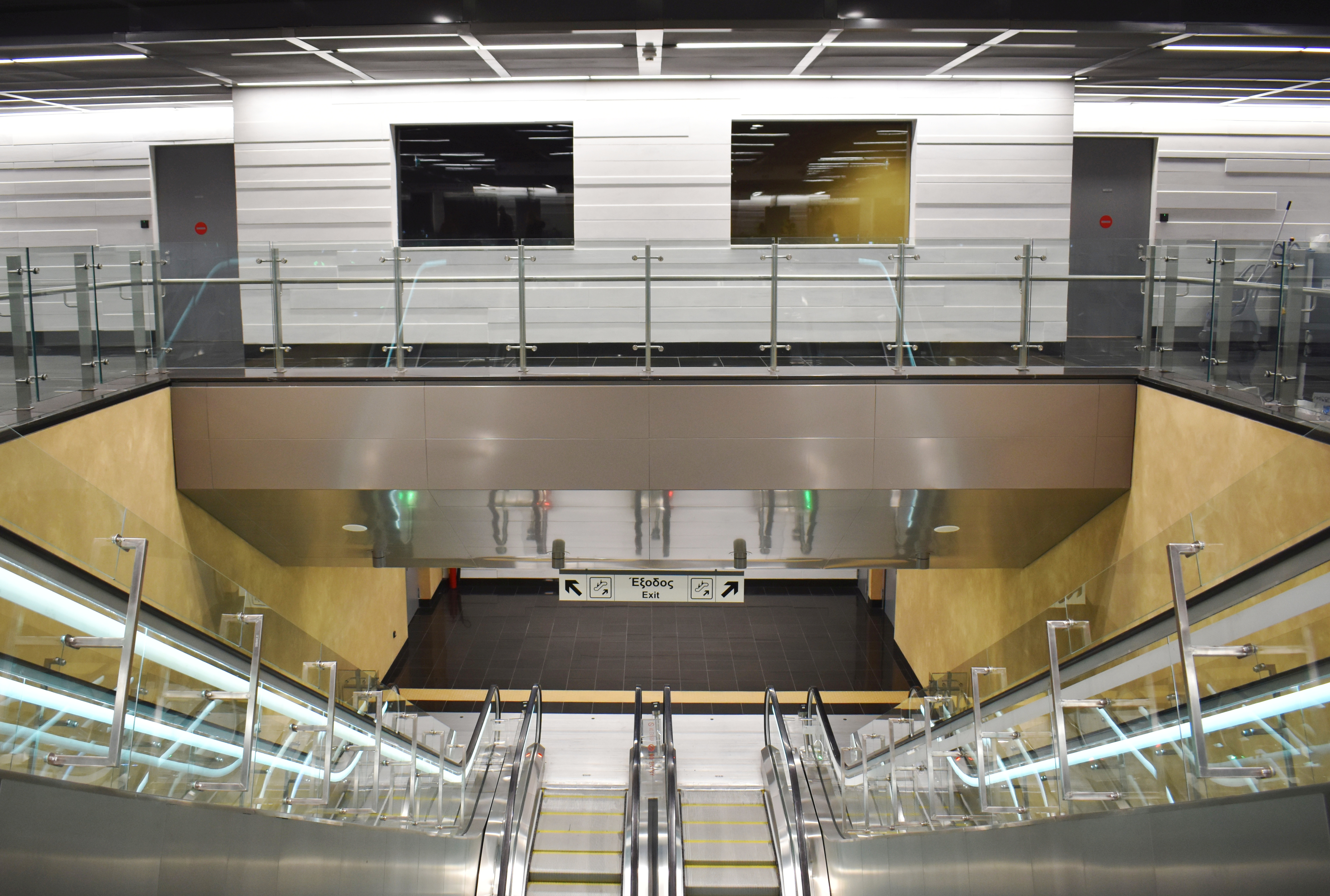
Eskalátory ve stanici
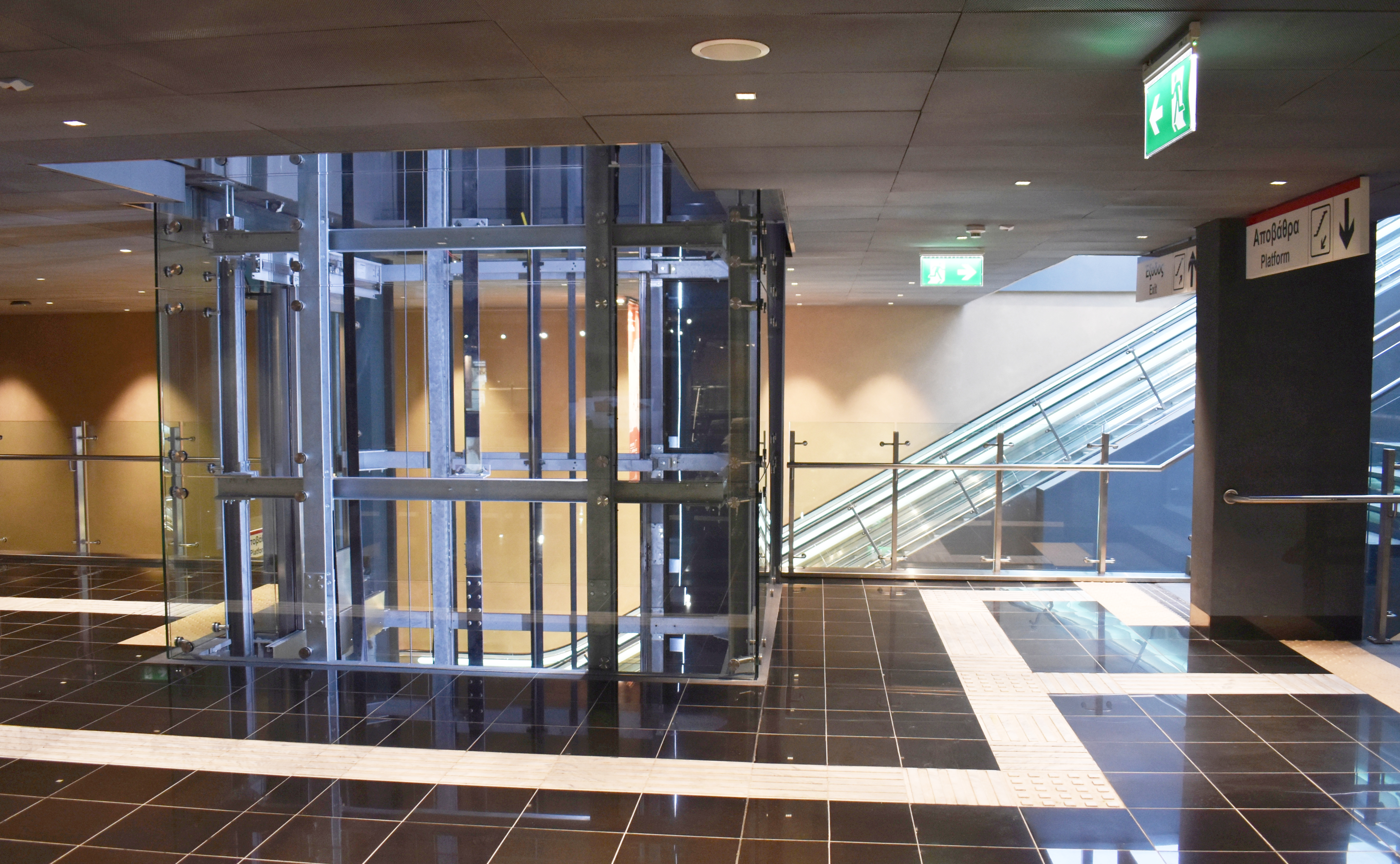
Interiér stanice s výtahem
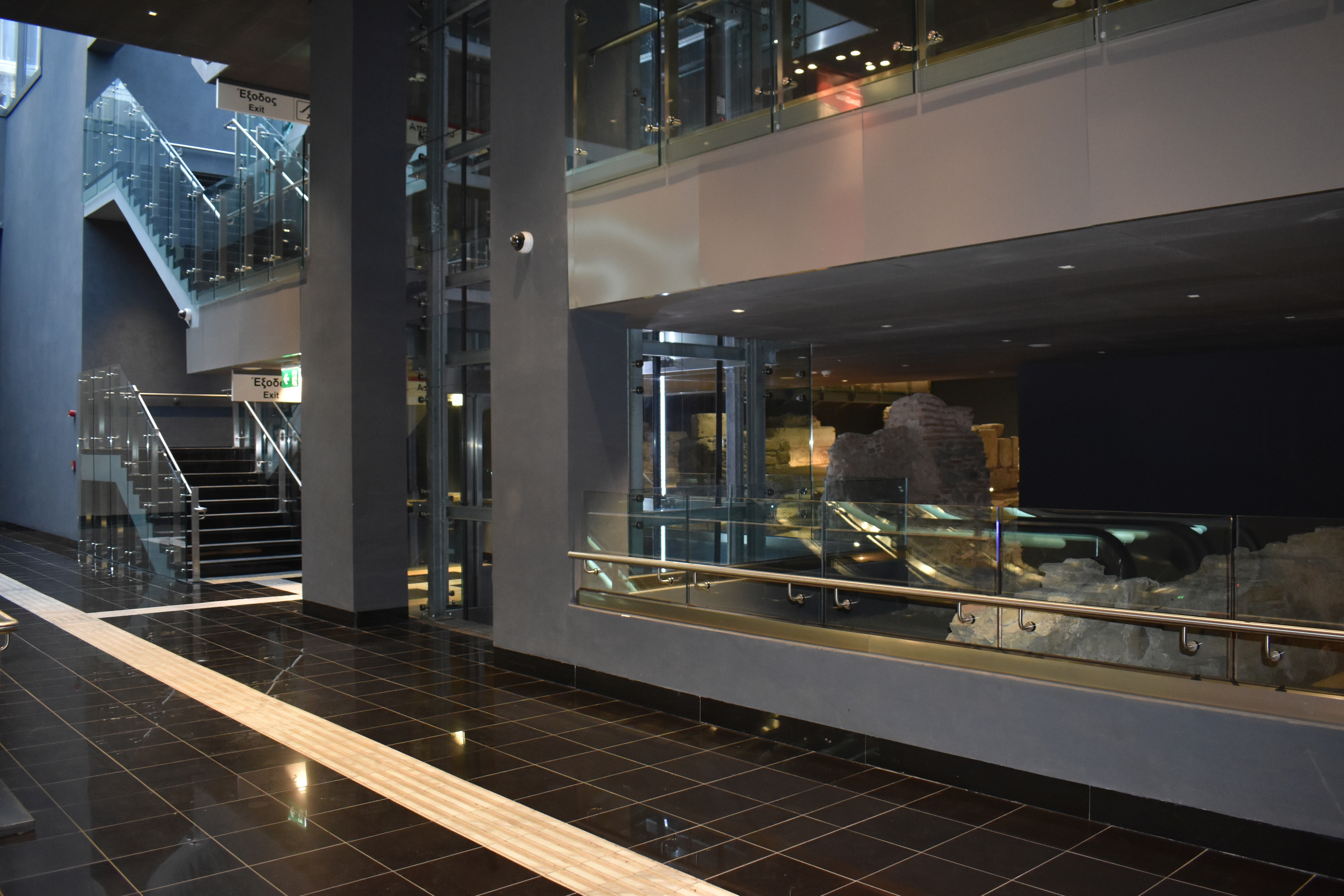
Vestibul stanice se schodištěm a odkrytými památkami
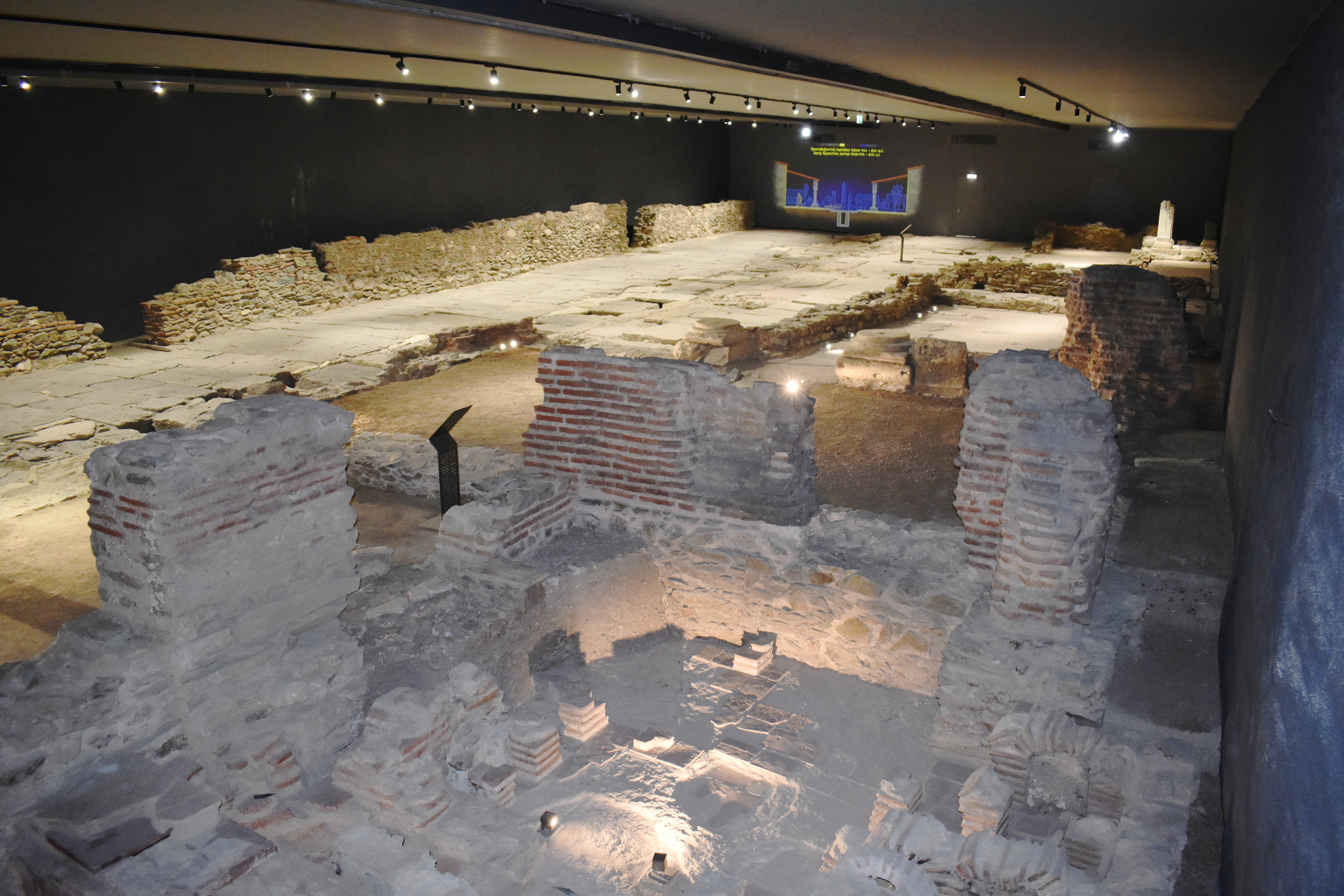
Detail archeologické výstavy ve stanici
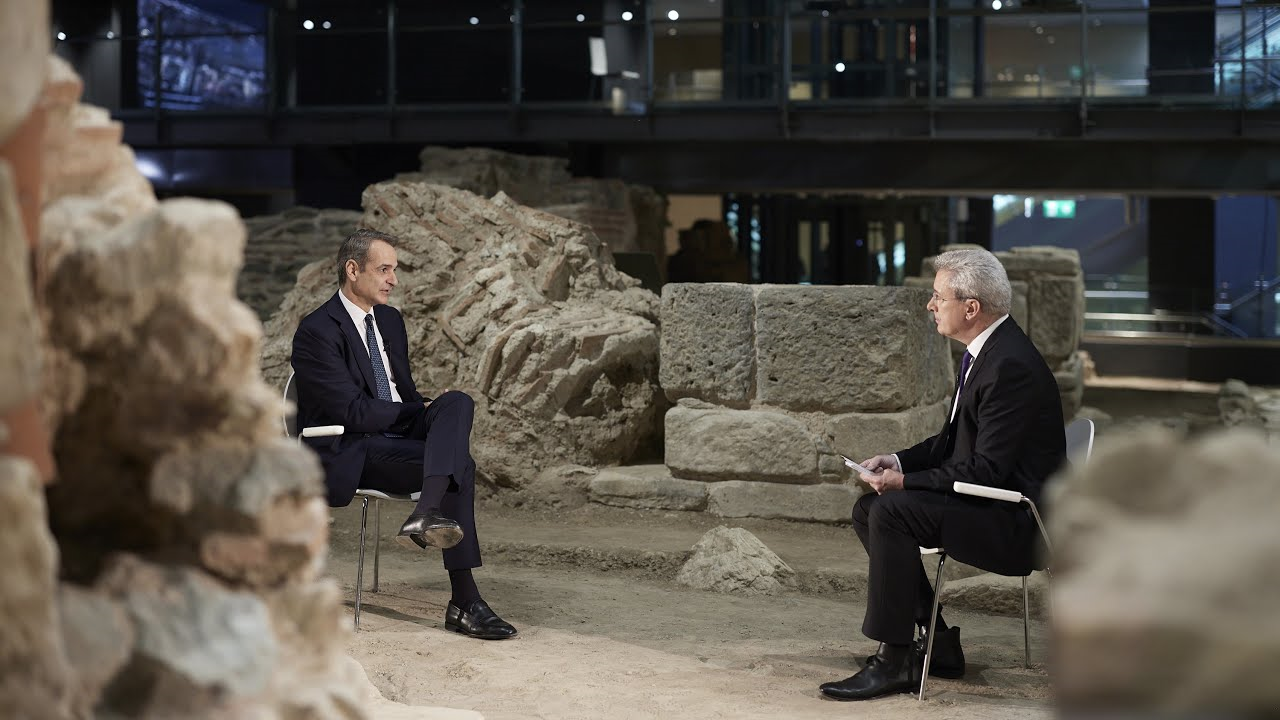
Rozhovor s premiérem Mitsotakisem v prostorách stanice při otevření metra